# أندرا نيكوليتش
أندرا نيكوليتش (بالسيريلية الصربية: Андра Николић) هو دبلوماسي وكاتب صربي، ولد في 23 سبتمبر 1853، وتوفي في 18 سبتمبر 1918.